# Garibaldi (metropolitana di Napoli)
Garibaldi è una stazione della linea 1 della metropolitana di Napoli.

## Storia
I lavori ebbero inizio nel 1999. La sua inaugurazione ufficiale è avvenuta il 2 dicembre 2013 alla presenza delle autorità locali e del ministro delle infrastrutture e dei trasporti Maurizio Lupi. La sua effettiva apertura al pubblico è avvenuta il 31 dicembre. La realizzazione della stazione ha comportato un investimento complessivo di circa 201,7 milioni di euro.
Il 24 aprile 2015 è stato inaugurato il tunnel di collegamento sotterraneo che mette in comunicazione la stazione della metropolitana con la stazione di Napoli Centrale. È in corso di realizzazione un ulteriore collegamento sotterraneo con la stazione di Piazza Garibaldi della linea 2, anche tenendo conto del dislivello fra le due stazioni, dal momento che quella della linea 1 si trova a 40 metri di profondità, molto al di sotto dell'altra.
Ha svolto il ruolo di capolinea sud della linea fino al 1º aprile 2025, data in cui è stata aperta al servizio la stazione di Centro Direzionale.

## Struttura e impianti
La stazione, in galleria, occupa una superficie di 9 937 m², con un'area di intervento pari a 104 000 m². La profondità della stazione è di 38 metri, presenta una pendenza dello 0,1% e dispone di 22 impianti e 4 uscite.
La stazione Garibaldi, progettata dall'architetto Dominique Perrault, serve la stazione ferroviaria e le zone della Duchesca, di piazza Garibaldi e dei rioni Case Nuove e Vasto.
La parte esterna del complesso ferroviario occupa l'area sud della grande piazza ed è costituita da un lungo pergolato in acciaio con copertura di pannelli in teflon forato, che fa ombra alla sottostante galleria commerciale ipogea e alle scale d'accesso alla stazione. La particolarità dell'interno è costituita dal pozzo di stazione, dove le scale mobili si intrecciano sospese. Inoltre sono presenti due installazioni artistiche di Michelangelo Pistoletto.

## Interscambi
- Stazione ferroviaria (Napoli Centrale)
- Fermata metropolitana (Napoli Piazza Garibaldi, linea 2)
- Stazione ferroviaria (Napoli Garibaldi, ferrovia Circumvesuviana)
- Fermata tram
- Fermata filobus
- Fermata autobus

## Galleria d'immagini

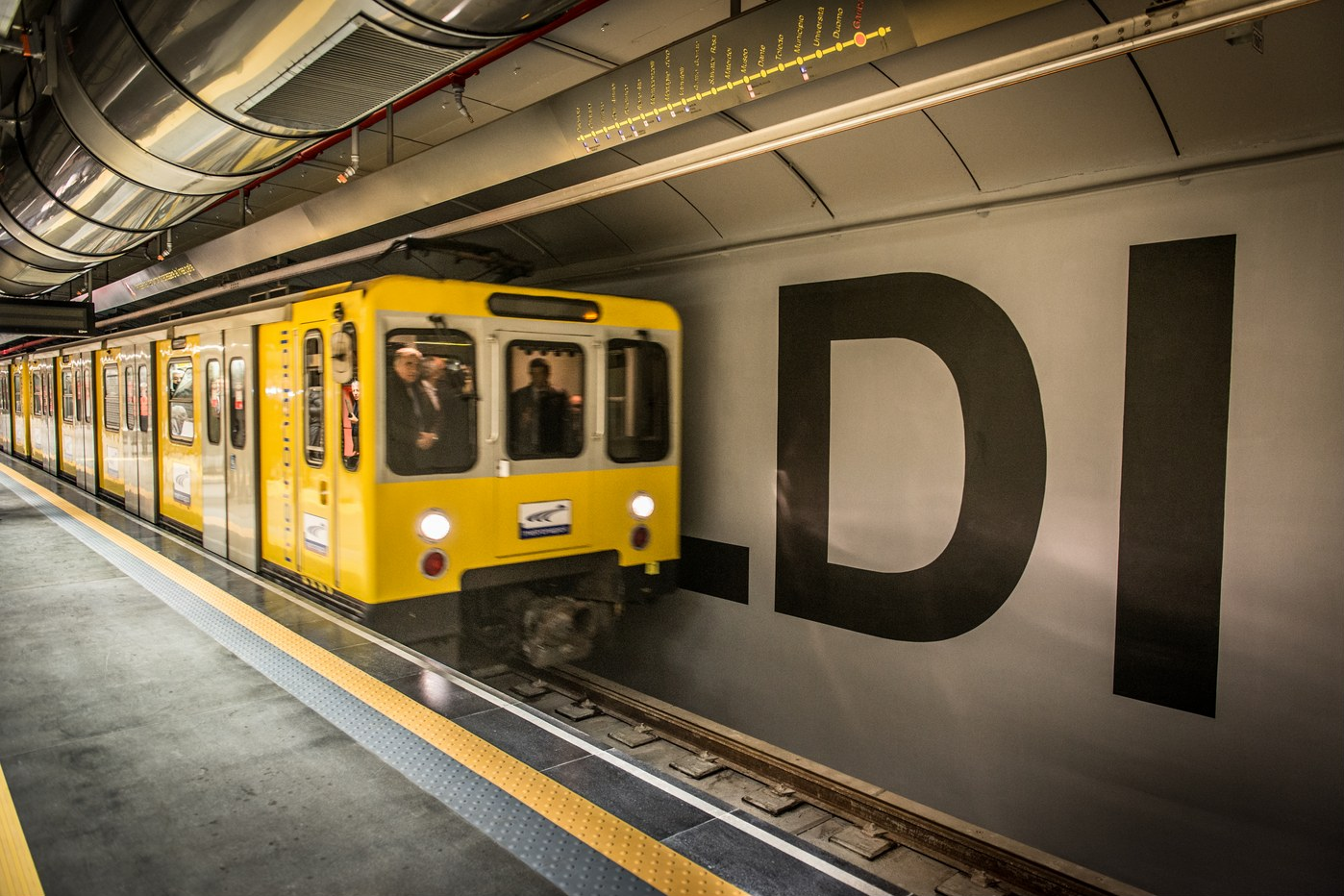
L'inaugurazione della stazione